# ネガポ辞典
ネガポ辞典とはiOS (アップル)およびAndroid向けアプリケーションソフトである。同名の書籍についてもここで述べる。

## 概要
短所や悪口などネガティブな意味を表現する言葉を視点を変えたポジティブな表現に変換された言葉が掲載されている辞書アプリ。。
もともとは、2010年に当時北海道札幌平岸高等学校の生徒らがアイディアを提案し、それを同年に開催された第17回全国高等学校デザイン選手権大会に出品し3位を獲得する。
その後、2011年6月に無料アプリとしてリリースされ、2013年10月時点で28万ダウンロードを記録した。
2012年には、書籍化され主婦の友社より出版、11万部を超えるベストセラーになった。

## 書籍
- ネガポ辞典―ネガティブな言葉をポジティブに変換（主婦の友社、2012年9月、ISBN 978-4072853627）